# Gare de Wanlin
La gare de Wanlin est une ancienne gare ferroviaire belge de la ligne 150, de Jemelle à Houyet située à Wanlin dans la commune de Houyet, en Région wallonne dans la province de Namur.
Elle est désormais fermée au trafic des voyageurs mais le bâtiment existe toujours, reconverti en habitation.

## Situation ferroviaire
La gare de Wanlin était située au point kilométrique 18,00 de la ligne 150, de Jemelle à Houyet entre la halte de Vignée et celle de Hour-Havenne.

## Histoire
La portion sud de la ligne 150 fut inaugurée entre Jemelle et Rochefort le 15 septembre 1880. Prolongée par étapes, elle atteint Wanlin le 3 janvier 1889 et sera ensuite prolongée vers Houyet le 4 janvier 1894.
Au même titre que les autres gares de la ligne d'Athus-Meuse et Tamines - Jemelle ouvertes avant 1895, le bâtiment est du type 1873.
Durant la Seconde Guerre mondiale, le pont sur la Lesse est détruit. Il sera reconstruit en béton, à une seule voie, après le conflit.
Après-guerre, la ligne 150 subit le déclin des lignes secondaires. Le trafic des trains de voyageurs est définitivement arrêté en 1959 et des trains de marchandises continuèrent à desservir la ligne jusque 1978.
Après le démontage des voies, un RAVeL a été installé sur la ligne 150 entre Jemelle et Houyet. Une aire de repos a été aménagée entre la gare et le pont sur la Lesse.

## Patrimoine ferroviaire
Il s’agit d’une gare de plan type 1873 qui possède sur la gauche du corps de logis une aile basse de quatre travées servant de salle d'attente ainsi que de magasin pour les colis et, sur la droite, une aile de service à toit plat. Wanlin n’avait pas de halle à marchandises.
Après sa fermeture, la gare a été transformée en habitation et le RAVeL longe la gare.